# Länsväg 218
De Zweedse weg 218 (Zweeds: Länsväg 218) is een provinciale weg in de provincie Södermanlands län in Zweden en is circa 10 kilometer lang.

## Plaatsen langs de weg
- Vagnhärad
- Trosa

## Knooppunten
- E4 bij Vagnhärad (begin)
- Länsväg 219 bij Vagnhärad

De weg eindigt in de haven van Trosa.